# Céline Forestier
ʽCéline Forestier’ est un cultivar de rosier grimpant obtenu en 1842 par le rosiériste angevin Victor Trouillard, chef jardinier de la pépinière d'André Leroy, et baptisé de ce nom en 1860 lorsqu'il a été introduit plus largement au commerce en France par André Leroy (1801-1875), horticulteur et pomologue d'Angers, et au Royaume-Uni la même année par John Standish & Noble. C'est une rose diploïde d'importance historique qui fait toujours le bonheur des catalogues internationaux.

## Description
Ce rosier Noisette figure depuis plus d'un siècle et demi dans les grands jardins classiques européens dédiés aux roses et les grandes roseraies du monde. Il présente des boutons pointus de couleur rose, puis des fleurs très doubles, blanches aux reflets jaunes (parfois piquetées de rose) et au cœur d'un jaune plus soutenu. Au fur et à mesure, elles deviennent crème. Elles sont grosses et pleines (26-40 pétales), délicatement turbinées au début, puis s'ouvrent en un délicieux chou aux pétales chiffonnés en forme de coupe, avec un œil de couleur verte. Leur parfum rappelle la rose thé, légèrement épicé, comme son ascendant Rosa ×odorata. La floraison est remontante. Son feuillage est dense et vert clair, plutôt sain, composé de 3 à 5 folioles de taille moyenne, ovales et allongées, à la pointe arrondie, aux dents plates et arrondies.
Son buisson grimpant s'élève très haut, puisqu'il peut atteindre 6 mètres dans les meilleures conditions et 3 mètres en moyenne. Il peut être élevé également en arbuste luxuriant et il est fort vigoureux. On peut favoriser l'entraînement contre un mur, ou sur un treillis, ou autour d'un poteau ou d'un pilier, bien au soleil, il est alors inégalé. Sa zone de rusticité commence à 7b, jusqu'à 11b, donc il ne convient pas aux climats trop froids et il a besoin d'être abrité du vent,. Il est parfois attaqué par le mildiou. Cette variété ancienne se bouture très facilement.
On peut notamment l'admirer à la roseraie du Val-de-Marne de L'Haÿ-les-Roses, près de Paris.